# Генуезька карта

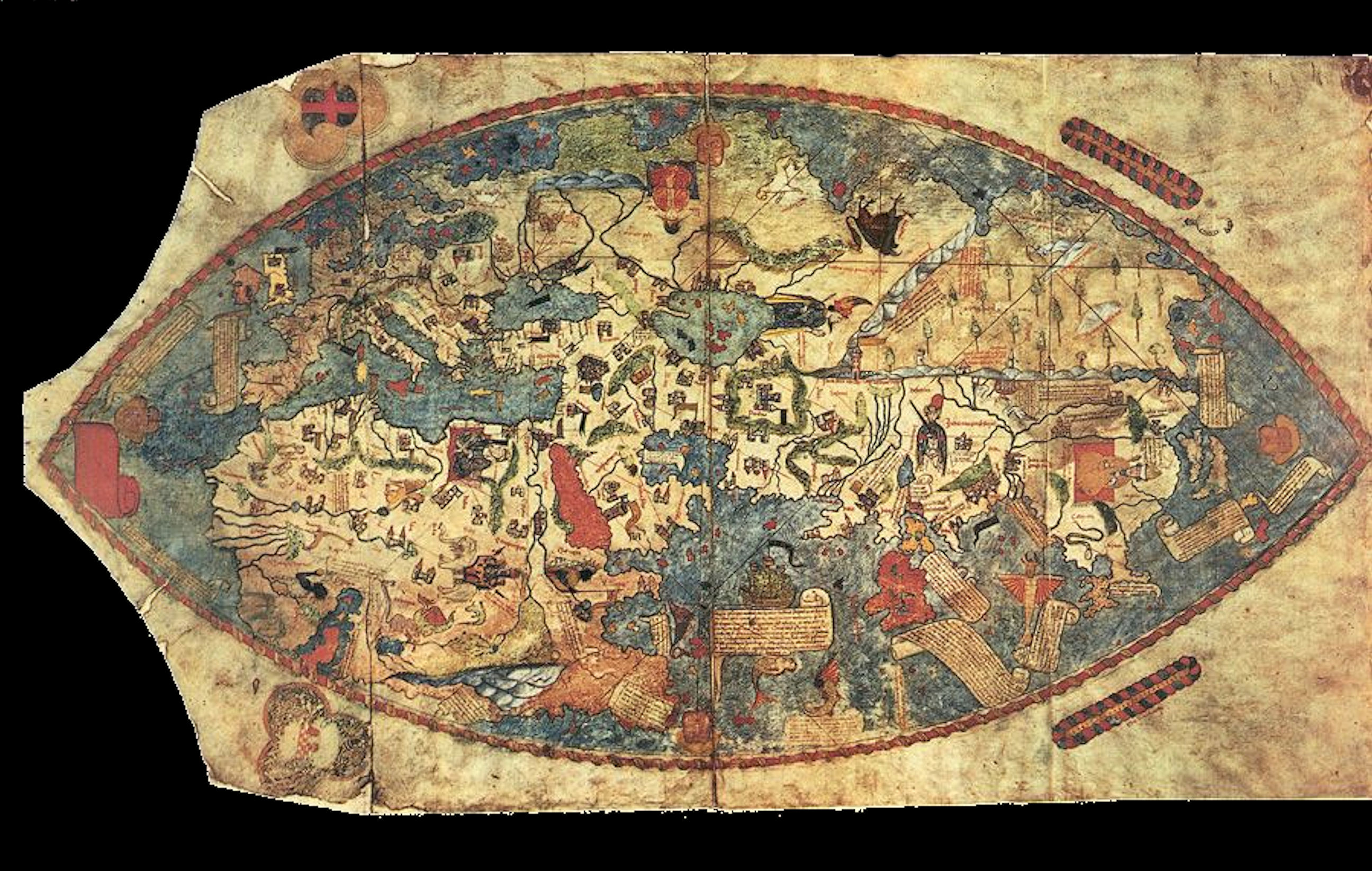
Генуезька карта.

Генуезька карта — середньовічна карта світу (Mappa mundi) виготовлена невідомим генуезьким автором у 1457 році. Відображені на карті географічні дані багато в чому спирались на нещодавні звіти італійського мандрівника Нікколо де Конті, що 25 років подорожував країнами Сходу, а не на традиційну інформацію про цей регіон від Марко Поло, що використовувалась до цього часу іншими тогочасними європейськими картографами.

## Опис
Автор карти невідомий, але вона є більш пізньою розробкою, ніж карта світу Фра Мавро. Кожному континенту надані досить реалістичні пропорції. В Індійському океані на карті зображено трищогловий європейський корабель, хоча європейські кораблі вперше досягнули Індійського океану в складі експедиції Васко да Гами лише через 40 років після виготовлення карти..
На місце виготовлення цієї карти вказує генуезький прапор у її верхньому північно-західному куті, так само як і герб родини Спінола, видатного генуезького купецького роду. Нікколо де Конті, який також походив із знатної родини генуезьких торговців, у ранньому віці вирішив наслідувати сімейну традицію, започаткувавши прибуткові торгові операції на Сході.
Морські чудовиська на Генуезькій карті свідчать про інтерес картографа до екзотичних чудес і є типовими для наукового світогляду ранньомодерного періоду, розвиток якого спонукала допитливість та захоплення чудесами. Зокрема, демоноподібне чудовисько є свідченням знайомства картографа з тогочасними подорожніми звітами, наповненими згадками про морських чудовиськ.

Ця карта була виконана в насичених кольорах і мала скорше декоративне, ніж практичне призначення. Вважається, що ця карта була надіслана до португальського двору в 1474 році, а відтак потрапила до Колумба, і шо саме цією картою він користувався для подорожі в Індію через Атлантику, хоча це твердження ніколи не було доведене. Сьогодні карта є власністю італійського уряду і знаходиться в Національній бібліотеці Флоренції.

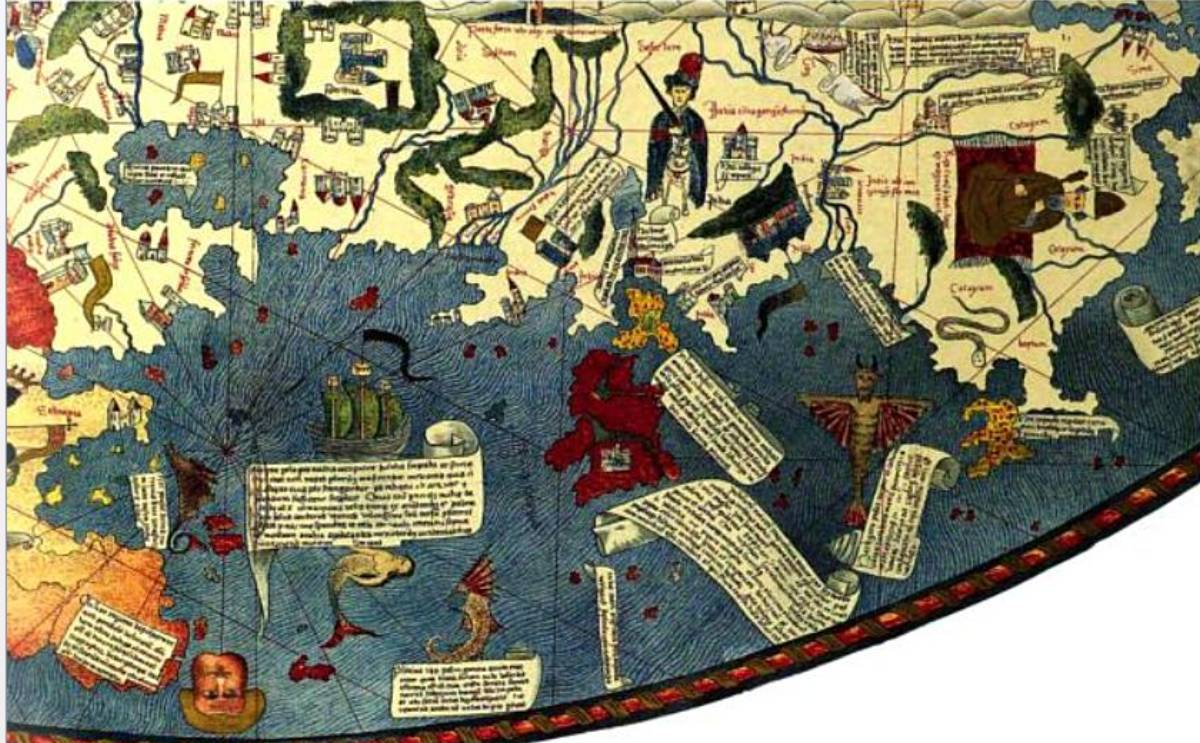
Частина Індійського океану на генуезькій карті.

Овальна форма не є унікальною для середньовічних карт. Х'ю з Сент-Віктора описав світ в формі Ноєвого ковчега і карти світу Ранульфа Хігдена також були овальними. Стандартним способом опису землі було порівняння її з яйцем. Основною метою цієї аналогії був опис різних сфер, що оточують землю (яєчний білок, шкаралупа), але з такого опису могла постати і ідея зображення землі у формі яйця. Інше припущення полягає в тому, що овальна форма представляє мандорлу, або німб, який оточував Христа в багатьох середньовічних творах мистецтва.